# Jammertal (Solingen)
Jammertal ist eine Ortslage im Stadtteil Aufderhöhe der bergischen Großstadt Solingen.

## Lage und Beschreibung
Jammertal liegt an der Löhdorfer Straße, etwa zwischen der Einmündung der Watzmannstraße und der Straße Delle. Dort befinden sich heute einige Wohnhäuser in aufgelockerter Bauweise entlang der Straße. Die nach dem Ort benannte Bushaltestelle Jammertal liegt etwas nördlich in Höhe Greuel. Benachbarte Orte sind bzw. waren (von Nord nach West): Greuel, Schorberg, Straßen, Nacker Küllenberg, Delle, Neu-Löhdorf, Heipertz und Junkernhäuschen.

## Geschichte
Jammertal entstand vermutlich ebenso wie das benachbarte Greuel im 18. Jahrhundert an der Altstraße, die als Höhenrückenstraße unter anderem Aufderhöhe und Mangenberg miteinander verband. In früheren Zeiten verlief über diese Straßenverbindung der Hauptwarenverkehr zwischen der Stadt Solingen und der Handelsstadt Köln.:90f. Die Topographische Aufnahme der Rheinlande von 1824 verzeichnet den Ort als im Jammerthal, ebenso die Preußische Uraufnahme von 1844. In der Topographischen Karte des Regierungsbezirks Düsseldorf von 1871 ist der Ort unbenannt verzeichnet.
Der Ort gehörte ursprünglich zur Honschaft Barl innerhalb des Amtes Solingen. Im Zuge von Grenzkorrekturen zwischen den Kirchspielen Solingen und Wald wurde 1805/1806 der Verlauf der Löhdorfer Straße als Kirchspielgrenze festgelegt. So wurde Jammertal in einen Solinger und einen Walder Teil aufgeteilt.:232 Nach Gründung der Mairien und späteren Bürgermeistereien Anfang des 19. Jahrhunderts gehörte der westlich der Straße gelegene Teil Jammertals zur Bürgermeisterei Merscheid, die 1856 zur Stadt erhoben und im Jahre 1891 in Ohligs umbenannt wurde. Der östlich der Straße gelegene Teil gehörte zur Bürgermeisterei Höhscheid, die ebenfalls 1856 das Stadtrecht erhielt. Mit der Städtevereinigung zu Groß-Solingen im Jahre 1929 wurden beide Orte in die neue Großstadt Solingen eingemeindet. 
1815/16 lebten 38 (elf zu Merscheid, 27 zu Höhscheid), im Jahr 1830 46 Menschen (14 zu Merscheid, 32 zu Höhscheid) im als Einzelnes Haus bzw.  Weiler bezeichneten Wohnplatz. 1832 war der Merscheider Teilort weiterhin Teil der Honschaft Barl innerhalb der Bürgermeisterei Merscheid, dort lag er in der Flur VIII. Wieveldick. Der Höhscheider Teilort war der Honschaft Ruppelrath zugehörig. Der nach der Statistik und Topographie des Regierungsbezirks Düsseldorf als Hofstadt bzw. Kotten kategorisierte Ort besaß zu dieser Zeit fünf Wohnhäuser (zwei zu Merscheid, drei zu Höhscheid) und vier landwirtschaftliche Gebäude (eines zu Merscheid, drei zu Höhscheid). Zu dieser Zeit lebten 38 Einwohner im Ort (13 zu Merscheid, 25 zu Höhscheid), davon 3 katholischen und 35 evangelischen Bekenntnisses.
Die Gemeinde- und Gutbezirksstatistik der Rheinprovinz führt den Ort 1871 mit acht Wohnhäusern (zwei zu Merscheid, vier zu Höhscheid) und 39 Einwohnern (sechs zu Merscheid, 33 zu Höhscheid) auf. Im Gemeindelexikon für die Provinz Rheinland von 1888 werden für den Höhscheider Teilort fünf Wohnhäuser mit 28 Einwohnern angegeben. 1895 besitzt der Höhscheider Teilort zwölf Wohnhäuser mit 89 Einwohnern. Dieser gehörte kirchlich zu dieser Zeit zum ev. Kirchspiel Rupelrath und zum kath. Kirchspiel Ohligs. 1905 werden für den Höhscheider Teilort elf Wohnhäuser mit 76 Einwohnern angegeben.
Im Jahre 1805 entstand in Jammertal als Abspaltung von der Hofschule in Löhdorf eine eigene Schule, die spätere Privatschule Jammertal. Bis zur Mitte des 19. Jahrhunderts wurde sie wieder geschlossen.
Ab dem Übergang zum 20. Jahrhundert entstanden zwischen den Wohnhäusern erste Industriebetriebe an der Löhdorfer Straße, so auch am Rande von Jammertal, der Ort blieb jedoch bis heute vorwiegend ein Wohngebiet. Anfang der 1990er Jahre wurde südlich von Jammertal und Delle das Gewerbegebiet Höhscheider Weg ausgewiesen. Heute trägt eine Bushaltestelle der Oberleitungsbuslinien 685 und 686 der Stadtwerke Solingen den Namen des Ortes.